# Horst Flosbach
Horst Flosbach (Hückeswagen, 18 giugno 1936) è un ex mezzofondista tedesco.

## Biografia
Gareggiando con la Squadra Unificata Tedesca, partecipò ai Giochi olimpici di Roma 1960 gareggiando sui 5000 metri, dove conquistò l'accesso alla finale che concluse all'ottavo posto.
Nel 1961 vinse il titolo di campione nazionale di corsa campestre e nel 1964 quello sui 10000 metri.

## Palmarès
| Anno | Manifestazione  | Sede | Evento     | Risultato | Prestazione | Note  |
| ---- | --------------- | ---- | ---------- | --------- | ----------- | ----- |
| 1960 | Giochi olimpici | Roma | 5000 metri | 8º        | 14'06"6     | [ 1 ] |